# محمدحسین صادقی (بازیکن فوتبال)
محمدحسین صادقی (زادهٔ ۹ فروردین ۱۳۸۳) بازیکن فوتبال اهل ایران است که در پست وینگر چپ برای باشگاه فوتبال پرسپولیس در لیگ برتر خلیج فارس بازی می‌کند.

## دوران باشگاهی
وی در ۲۰ مرداد ۱۴۰۳ از باشگاه فوتبال پارس جنوبی جم به باشگاه فوتبال هوادار از لیگ برتر خلیج فارس منتقل شد و در ۱ بهمن ۱۴۰۳ برای اولین بار مقابل باشگاه فوتبال خیبر خرم آباد در لیگ برتر به میدان رفت.
او در ۱۰ فروردین ۱۴۰۴ اولین گل دوران حرفه‌ای خود را در برابر باشگاه فوتبال چادرملو به ثمر رساند‌.